# 圣埃米利亚诺
圣埃米利亚诺，是西班牙卡斯蒂利亚-莱昂莱昂省的一个市镇。 总面积211平方公里，总人口830人（001年），人口密度4人/平方公里。